# 横井太郎
横井 太郎（よこい たろう、1899年（明治32年）6月17日 - 1981年（昭和56年）10月10日）は、日本の実業家、政治家。衆議院議員（1期）、参議院議員（1期）。

## 経歴
愛知県海部郡出身。1921年（大正10年）農林省水産講習所漁撈科を卒業した。名古屋毎日新聞政治部長、享栄商業学校講師、名古屋魚 （株） 取締役社長、愛知県翼賛壮年団総務などを務めた。また、1933年（昭和8年）名古屋市会議員、1939年（昭和14年）愛知県会議員にそれぞれ選出された。
1955年（昭和30年）2月の第27回衆議院議員総選挙に愛知県第1区から日本民主党所属で出馬して当選し、衆議院議員を1期務めた。また、1962年（昭和37年）7月の第6回参議院議員通常選挙に愛知地方区から選出された草葉隆圓の死去に伴い、1966年（昭和41年）11月に実施された補欠選挙に自由民主党所属で出馬して当選し、参議院議員に1期在任した。この間、自由民主党幹事、同党全国組織委員会商工部長、同党中小企業対策特別委員、同党政務調査会文教副部長、同党愛知県連組織委員長など務めた。1974年（昭和49年）秋の叙勲で勲三等瑞宝章受章。
その他、名古屋冷蔵取締役、朝日土地取締役社長、名古屋水産物卸売協会長、中央卸売市場荷受十社会顧問、同荷受協会会長、愛知県災害共済協同組合理事長などを務めた。
1981年10月、心筋梗塞により名古屋市昭和区の名古屋第二赤十字病院で死去した。死没日をもって正五位に叙される。